# Alþýðufylkingin
Folkfronten (isländska: Alþýðufylkingin) är ett antikapitalistiskt politiskt parti på Island som grundades den 18 februari 2013 med syftet att befria landet från kapitalismen. Partiet är kraftigt emot att Island går med i EU och NATO. Partiledaren Thorvaldur Thorvaldsson har beskrivit sig själv som kommunist.